# Сундквист, Мария
Мария Сундквист (швед. Maria Sundqvist, полное имя Estrid Maria Sundqvist; род. 1957) — шведская театральный режиссёр, либреттист, музыкант и дирижёр.
Создатель и руководитель новаторской творческой оперной мастерской Operaverkstan в Опере Мальмё.

## Биография
Родилась 13 февраля 1957 года в Стокгольме.
Выросла в Стокгольме, где начала свою театральную деятельность в юном возрасте в театре Vår Teater. Получила музыкальное и театральное образование с акцентом на деревянные духовые инструменты, а также композицию и дирижирование.
В начале 1980-х годов Мария Сундквист переехала в Лунд и стала дирижёром в тогдашнем Bruksteatern/Folkteatern; затем работала в Мальмё в Teaterhuset Bastionen. После этого переехала в Сконе, где работала в компании Musik i Syd, после чего основала основала в начале 1990-х годов экспериментальный музыкальный коллектив Uthållighetens orkester, вдохновленная оркестровым проектом Orkest De Volharding голландского композитора Луи Андрисена. Коллектив Марии Сундквист представил экспериментальные спектакли Viking Eggerlingrummet в зале Stadshallen Лунда в 1990-х годах. Она также руководила в Лунде театральными постановками Августа Стриндберга с Андерсом Гранстрёмом, как попытке создать в городе театр Стриндберга. Благодаря организации школьных концертов она все больше вставала на путь культуры для молодой аудитории, часто смешанной с группами разных поколений. Среди прочего, поставила детскую оперу Томаса Линдала «En natt i februari» по одноимённой пьесе Стаффана Гёте.
В 1997 году её оркестровая деятельность превратилась в двухлетний экспериментальный проектс гастролями музыкальной драмы для детей Otålighetens Teater в сотрудничестве с Ларсом Рудольфссоном в Мальмё и Сконе. В 2000—2001 годах в рамках регионального интеграционного проекта «Kulturbron» были написаны оперы для детей вместе с Оперой Мальмё и датским Королевским театром в Копенгагене. Она написала и поставила также вместе с композитором Катариной Бакман оперу Porträttet, основанную на своеобразном за́мковом детстве британской поэтессы Эдит Ситуэлл, связанном с песенным циклом «Façade», сочиненным Уильямом Уолтоном в 1923 году.
При поддержке банка Sparbanksstiftelsen Skåne Сундквист создала в 2002 году в Опере Мальмё творческую мастерскую Operaverkstan, руководителем которой она является по настоящее время. Здесь сценическая деятельность молодых талантов дополняется школьным сотрудничеством, семинарами, лекциями и публичными беседами. Мастерская также выпускает спектакли для взрослой аудитории.
Мария Сундквист также писала либретто для опер, которые иногда сама же и ставила. Вместе с Йонасом Форселлом она написала Purpurporten для Гётеборгской оперы. Ею была поставлена в 2003 году опера Stadsmusikanterna. Сотрудничала с Томасом Линдалом, Хансом Гефорсом и Даниэлем Фьельстрёмом.
За свою плодотоврную художественную деятельность Сундквист была удостоена оперной премии Svenska Dagbladets operapris (2007) и театральной премии Kvällspostens Thaliapris (2007), а также в 2017 году шведской медали Его Величества Короля 8-го размера на голубой ленте (sGM8).
Мария Сундквист замужем за доктором Свеном Бьёрнссоном (Sven Björnsson), их дочь Хиллеви (Hillevi Björnsson) является театральным деятелем.